# Egeruchaj
Egeruchaj (in lingua russa Егерухай) è un centro abitato dell'Adighezia, situato nel Košechabl'skij rajon. La popolazione era di 1.610 abitanti al dicembre 2018. Ci sono 21 strade.